# Municipio de Lincoln (condado de Lucas)
El municipio de Lincoln (en inglés: Lincoln Township) es un municipio ubicado en el condado de Lucas en el estado estadounidense de Iowa. En el año 2010 tenía una población de 517 habitantes y una densidad poblacional de 6,11 personas por km².

## Geografía
El municipio de Lincoln se encuentra ubicado en las coordenadas 41°1′29″N 93°16′6″O / 41.02472, -93.26833. Según la Oficina del Censo de los Estados Unidos, el municipio tiene una superficie total de 84.59 km², de la cual 83,32 km² corresponden a tierra firme y (1,5 %) 1,27 km² es agua.

## Demografía
Según el censo de 2010, había 517 personas residiendo en el municipio de Lincoln. La densidad de población era de 6,11 hab./km². De los 517 habitantes, el municipio de Lincoln estaba compuesto por el 98,84 % blancos, el 0,19 % eran afroamericanos, el 0,19 % eran amerindios y el 0,77 % eran de una mezcla de razas. Del total de la población el 0 % eran hispanos o latinos de cualquier raza.